# 管工機材

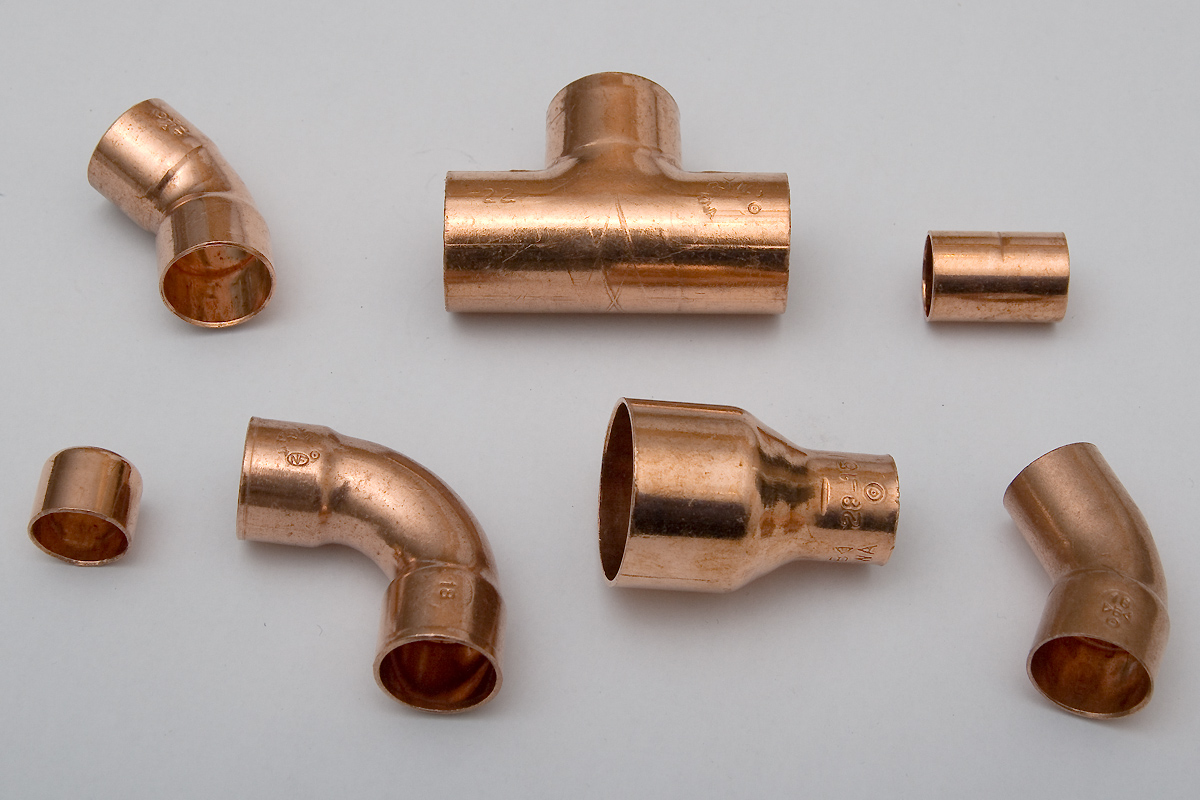
はんだ接合用銅継手

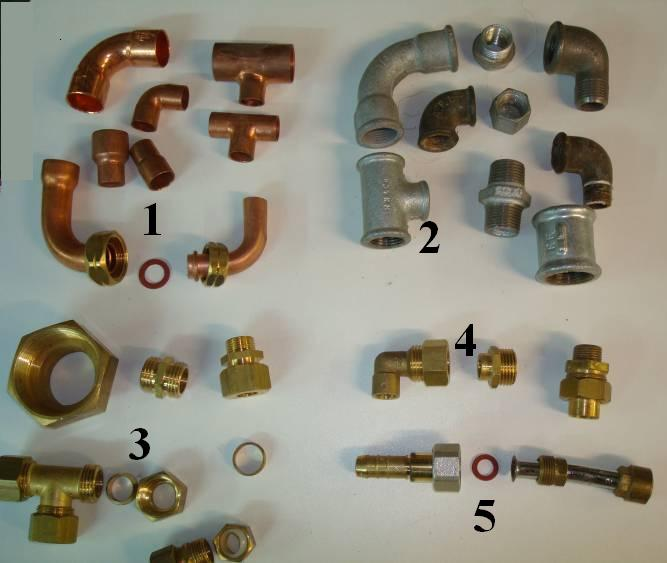
管継手：1）銅（はんだ）; 2）鉄または真ちゅう（ねじ込み）; 3）真ちゅう（圧縮）; 4）真ちゅう（はんだへの圧縮）; 5）真ちゅう製アダプター

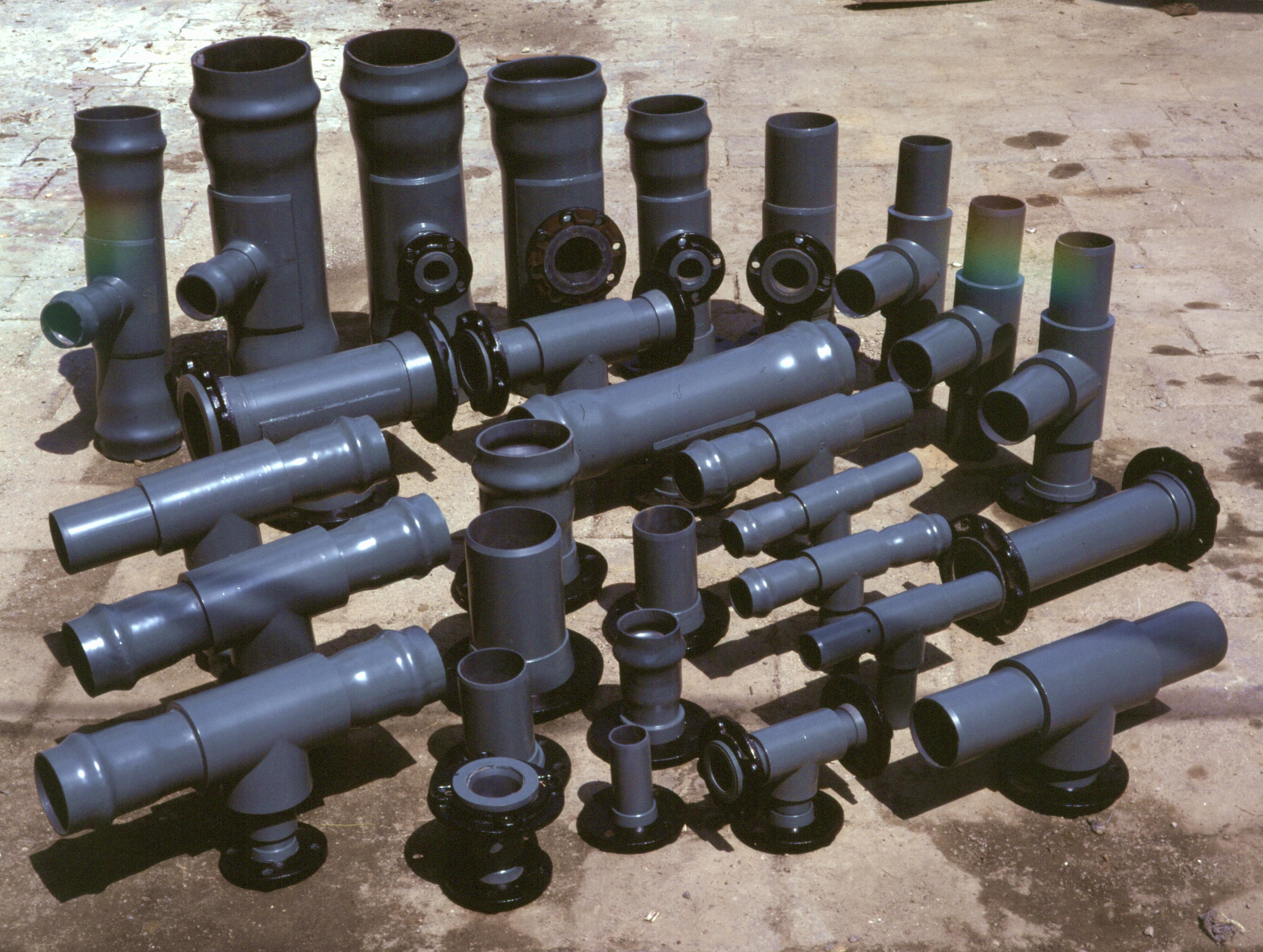
PVC継手

管工機材（かんこうきざい）とは、水廻り･空調機器など、流体が循環する設備機器に取り付けられる機器・機材とそれらをつなぐ配管機材の総称。
パイプまたはチューブ直線部分を接続し、さまざまなサイズまたは形状に適応し、流体の流れを調整（または測定）するなどの他の目的のためにパイプシステムで使用される これらの継手は、配管で使用され、パイプまたはチューブのシステム内で、家庭または商業環境で水、ガス、または液体廃棄物の輸送を操作する。
継手（特に珍しいタイプ）は、設置にお金、時間、材料、およびツールを必要とし、配管および配管システムの重要な部分 バルブは技術的にはフィッティングでの設置であるが、通常は個別に対処する。

## 概要・経緯
「流体用の管・継手やバルブ・ポンプ・水栓などの配管資材」と、「給水設備機器、排水設備機器、衛生設備機器および空気調和設備機器などの流体系設備機器（電気設備を除く）」を合わせて表現するための造語。
配管資材や流体系設備機器を卸売りする中小事業者による「東京バルブ継手鉄管商業協同組合」（昭和25年改称）、「大阪バルブ継手ポンプ商業協同組合」（昭和32年改称）、「愛知県バルブ水栓鉄管継手商業協同組合」（当時準備段階。昭和38年2月創立）の三組合により、昭和38年1月に「全国バルブ継手鉄管ポンプ商業連合会」が発足。しかし各地区の名称に差異があることと連合会の名称が長すぎること、および連合会名称の中に「水栓」を表現する文言が無いことから業界内で名称変更がたびたび話題にのぼるようになり、簡略かつ全国的に統一できる名称を業界紙などを通じて公募した。この結果「管工機材」の名称が選ばれた。
これにより、同連合会は昭和38年に「全国管工機材商業連合会（管機連）」に名称を変更し、各地区の三組合もそれぞれ「東京管工機材商業協同組合」「大阪管工機材商業協同組合」「愛知県管工機材商業協同組合」と改称し、その後に設立された同業団体においても「管工機材」の語が使われている。なお、隣接業界団体の「全管連」は施工業者で構成する「全国管工事業協同組合連合会」の略なので混同しないよう注意が必要である。

## 規格
配管システムを設計（または製造）するときは、標準コードに従います。配管規格を公布する組織は次のとおり。
- ASME ：アメリカ機械学会
  - A112.19.1エナメル鋳鉄および鋼製配管器具の基準
  - A112.19.2セラミック配管器具標準
- ASTMインターナショナル：米国材料試験協会
- API： American Petroleum Institute
- AWS：アメリカ溶接協会
- AWWA：米国水道協会
- MSS：メーカー標準化協会
- ANSI：米国規格協会
- NFPA：全米防火協会
- EJMA：伸縮継手製造業者協会
- CGA：圧縮ガス協会
- PCA：オーストラリアの配管コード

パイプは、次の寸法要件に準拠している必要がある。
- ASME B36.10M：溶接されたシームレスな鍛造鋼パイプ
- ASME B36.19M：ステンレス鋼管
- ASME B31.3 2008：プロセス配管
- ASME B31.4 XXXX：電源配管

## 材料

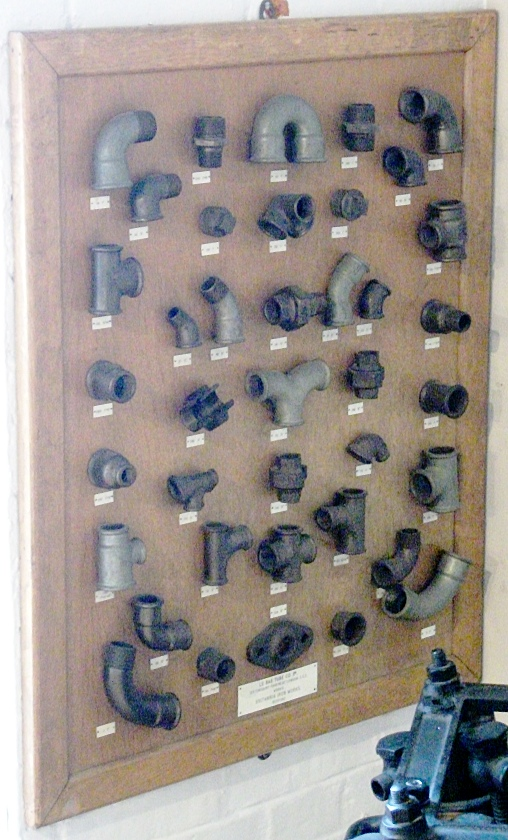
ねじ込み鋳鉄継手の展示

多くの場合、パイプの製造に使用される材料がパイプを選択するための基礎となるが、パイプの製造に使用される材料は次のとおり
- カーボン（CS）と亜鉛メッキ鋼
- 衝撃試験炭素鋼（ITCS）
- 低温炭素鋼（LTCS）
- ステンレス鋼（SS）
- 可鍛鋳鉄
- クロム-モリブデン（合金）鋼（一般的に高温サービスに使用されます）
- 非鉄金属（銅、インコネル、インコロイ、および白銅を含む）
- 非金属（アクリロニトリルブタジエンスチレン（ABS）、繊維強化プラスチック（FRP）、ポリ塩化ビニル（PVC）、塩素化ポリ塩化ビニル（CPVC）、高密度ポリエチレン（HDPE）、強化ガラスを含む;ポリブチレンも使用されています、しかし現在、信頼性が低いため、北米では禁止されています）

## 性別
配管またはチューブは通常、接続を行うために継手に挿入されるが、コネクタは性別が割り当てられ、この略記MまたはF例では雌アダプターであるNPT （この場合もNPT）に同じサイズおよびスレッド標準の対応する雄型接続を有する。

## 管工機材に含まれる製品分野の例
- パイプ（流体用）＝鉄管、ステンレス管、銅管、樹脂管、耐火二層管など
- 継手（管継手）＝フランジ継手、印籠継手、ユニオン継手、カップリング、メカニカル継手、スイベルジョイントなど
- フランジ
- バルブ(流体用)
- 衛生陶器
- UB(ユニットバス)
- システムキッチン
- 給湯器
- 電気温水器
- 浄化槽
- ポンプ
- 送風機
- ルームエアコン
- 換気口
- ボイラー
- 空調関連機器
- 蛇口
- 流量計
- 配管支持金具

#### アダプタ

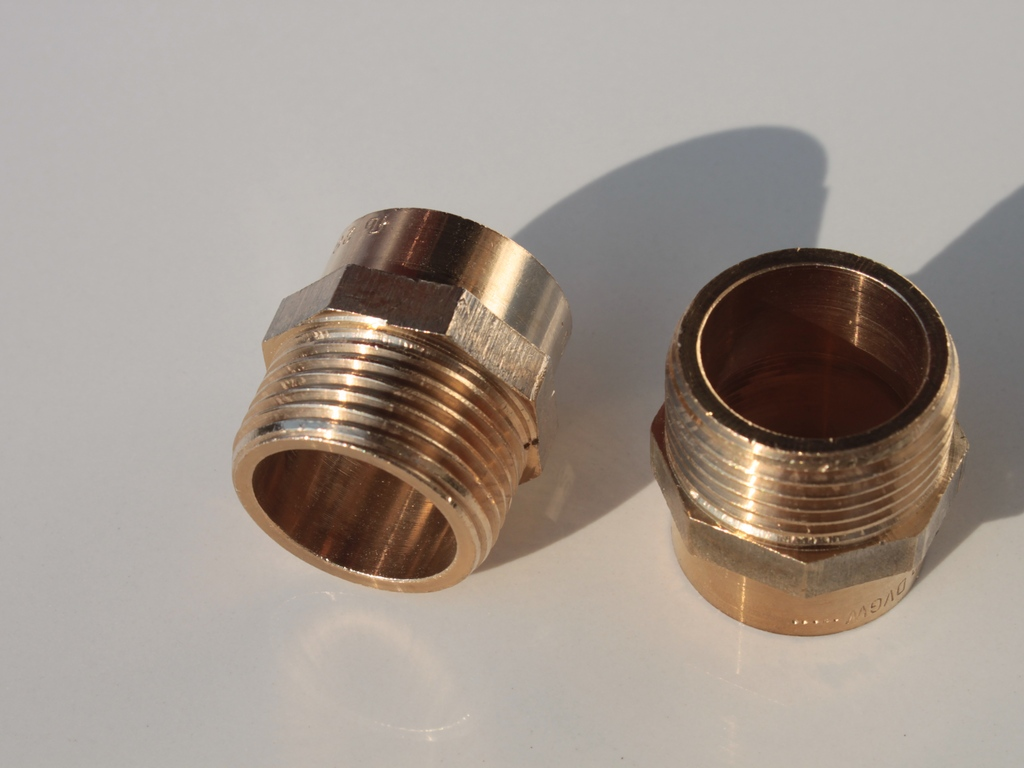
銅管（汗）をめねじに接続するための2本のねじ山アダプター

#### エルボー

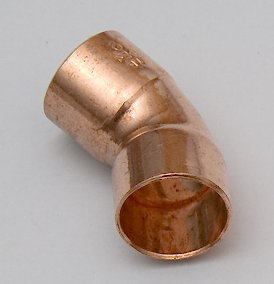
短半径（または通常）45°エルボー（銅の汗）

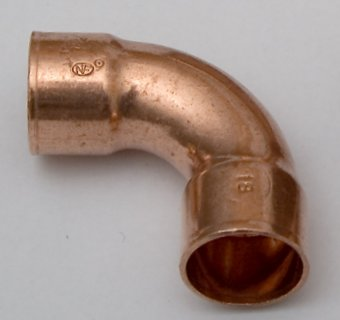
ロングラジアス（またはスイープ）90°エルボー（銅の汗）

#### カップリング

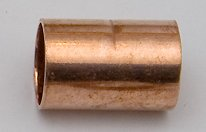
パイプカップリング（銅汗）

#### 連結

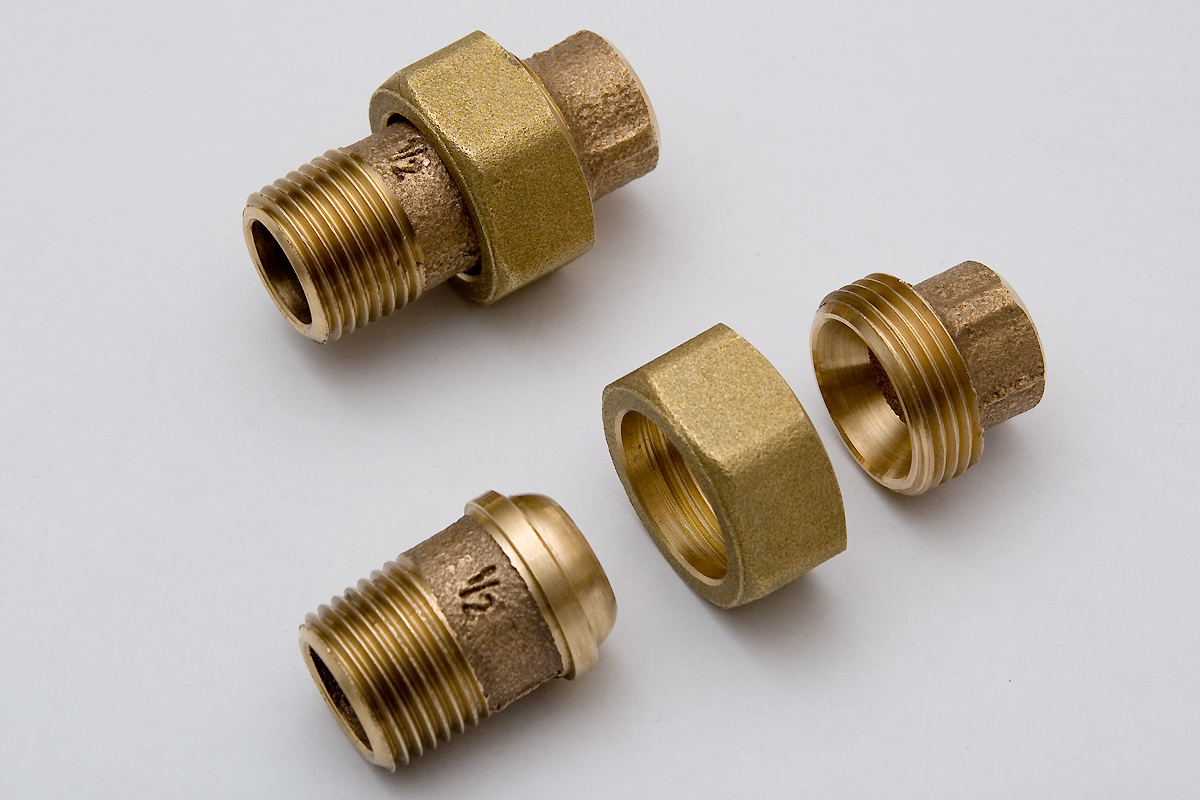
ユニオンとレデューサーの組み合わせ（真ちゅうねじ）

#### ニップル

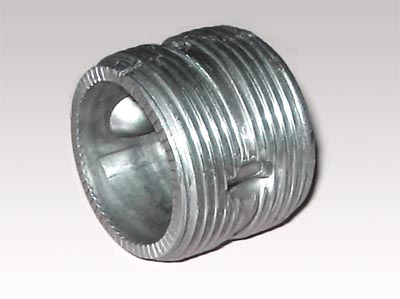
ニップル

#### レデューサー

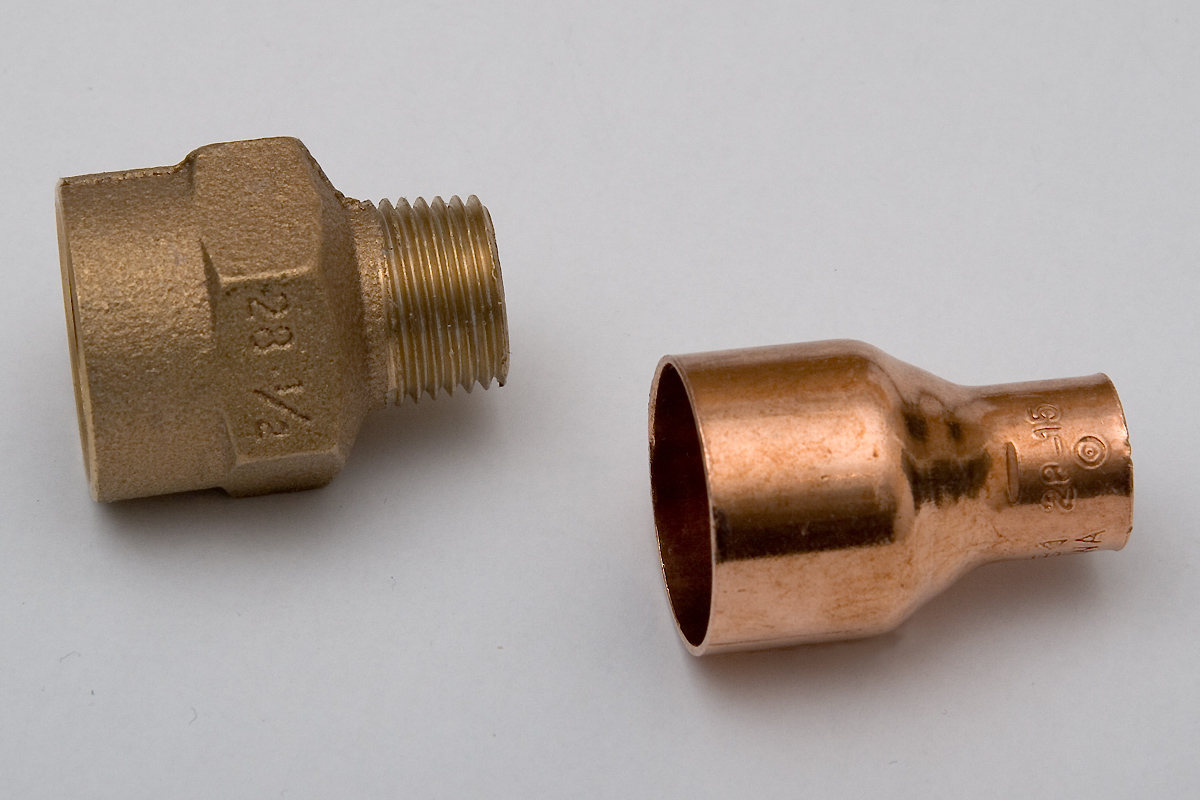
ブロンズスレッド（左）と銅スウェット（右）レデューサー

#### T字

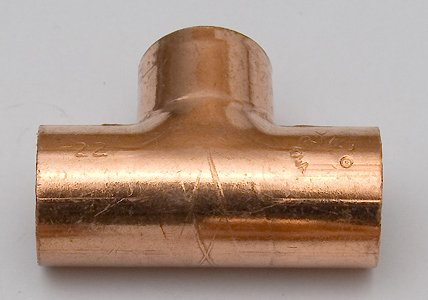
銅のスウェットTシャツ

#### キャップ

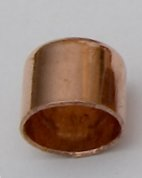
銅製スウェットキャップ

#### バーブ

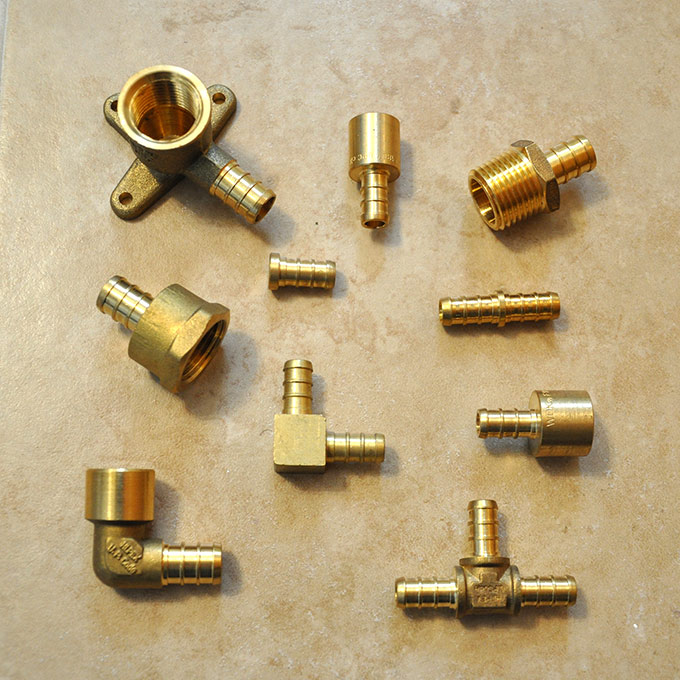
これらの真ちゅう製PEX継手は、ホースバーブと非常に似ていますが、必ずしも互換性があるとは限りません。

#### バルブ

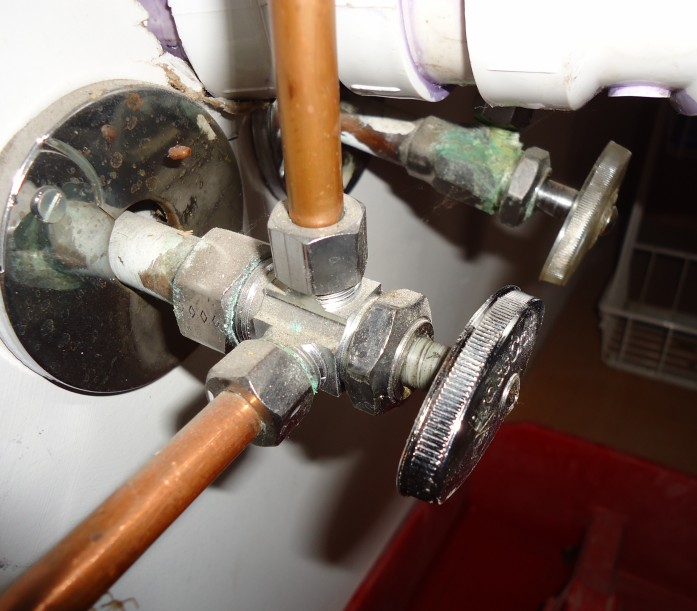
台所の流しの下の止水弁のこれらの圧縮接続は、ゆっくりとした浸透（緑がかった堆積物）の証拠を示しています。

### 排水-廃棄物-ベント（DWV）および関連する継手

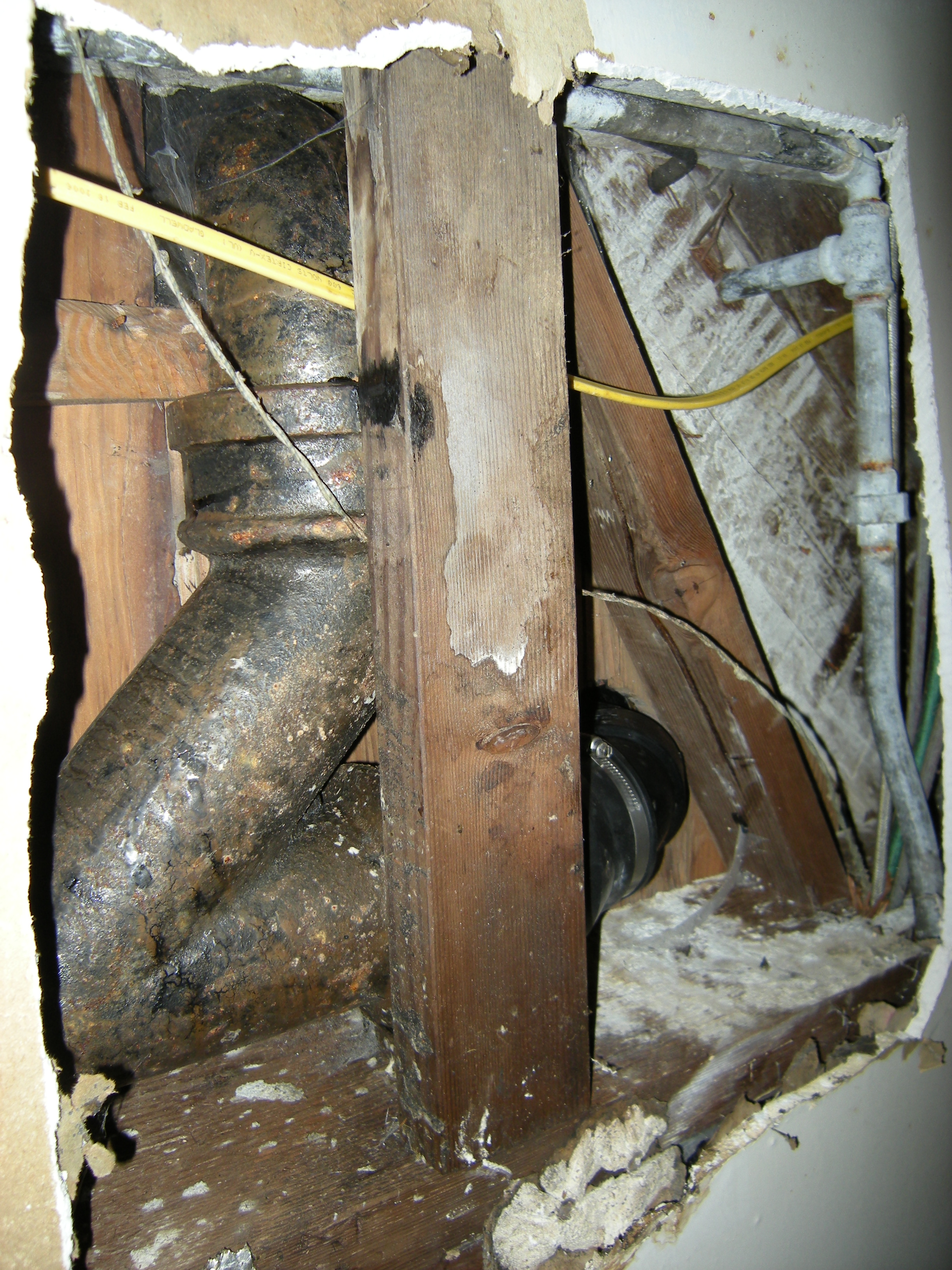
天井の穴を通して上向きに見たこのビューは、従来のリード付きハブジョイント（上部）と最近のゴムスリーブハブレス接続（右下）を示しています。

### ねじ込みパイプ

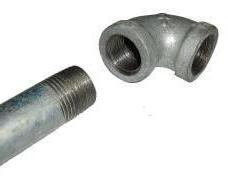
雄ねじパイプと雌ねじエルボ

### 溶剤溶接

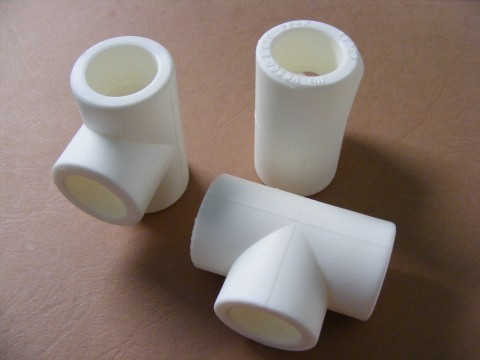
溶剤溶接用ポリプロピレン継手

### はんだ付け

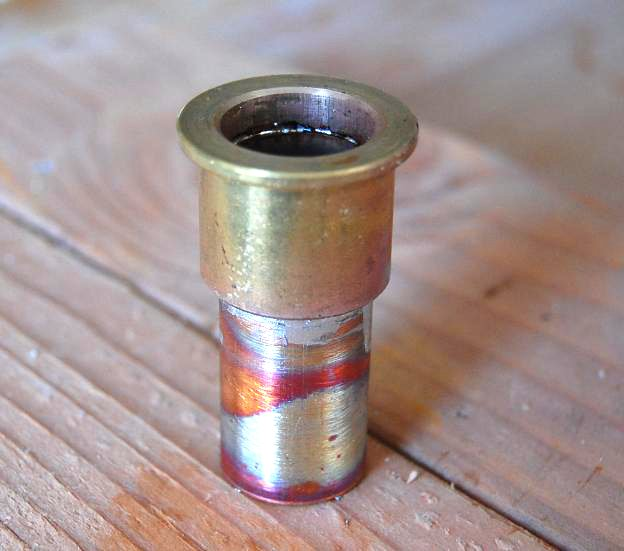
銅管にソフトはんだ付けされた真ちゅう製継手

### 溶接

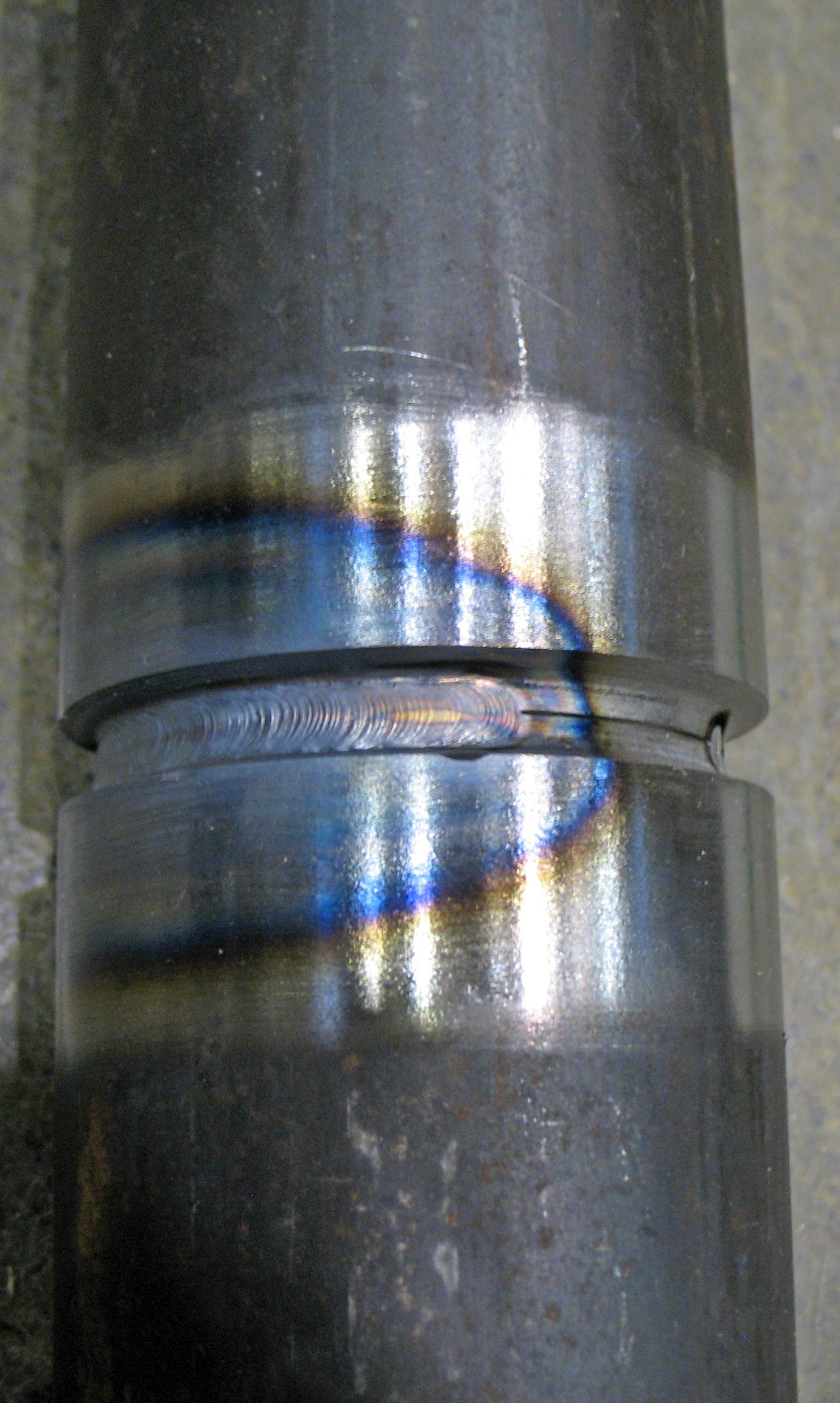
部分溶接鋼管継手

### 圧縮継手

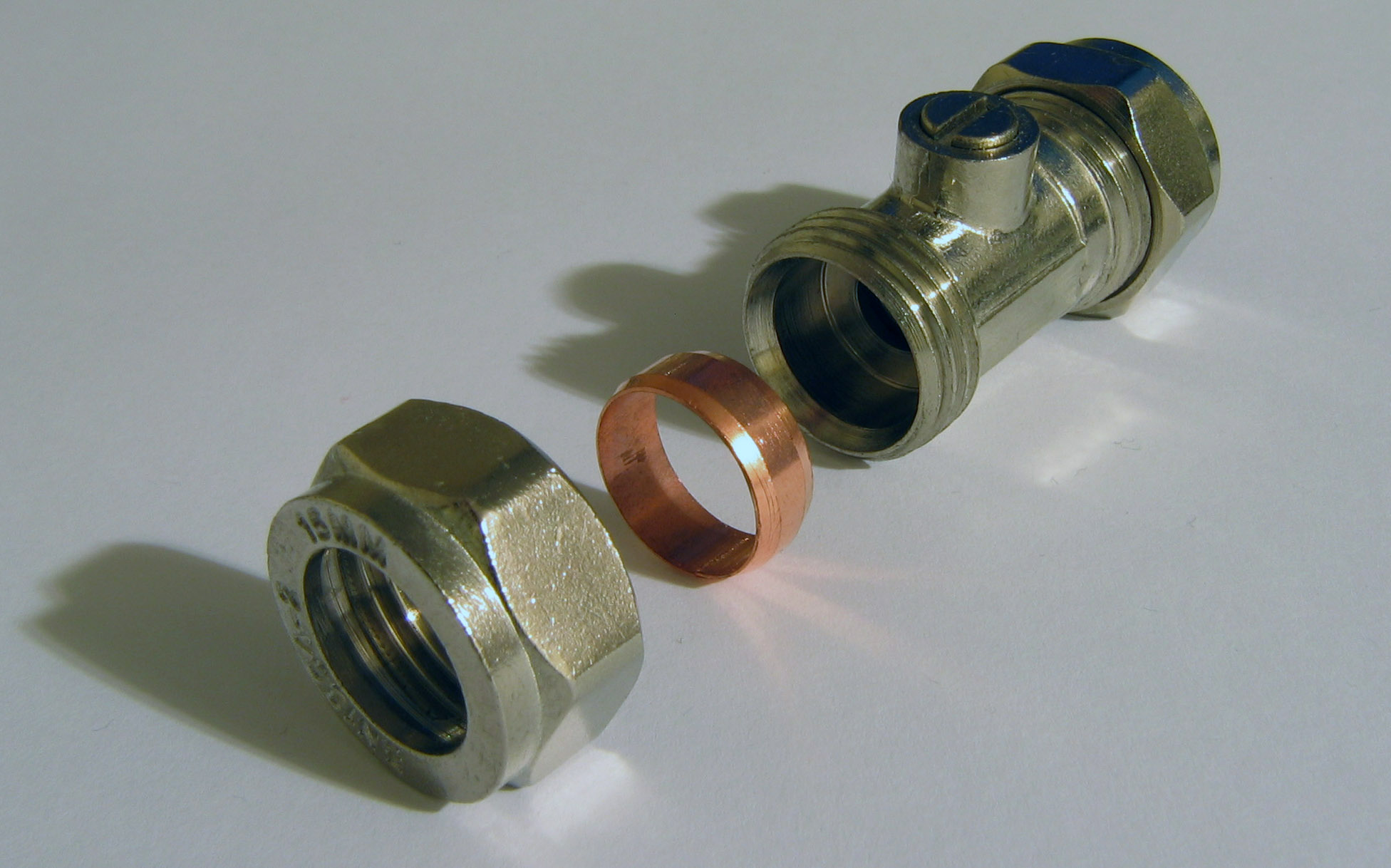
遮断弁の圧縮コネクタ;赤みがかった部分は銅の圧縮リングです

### フレア継手

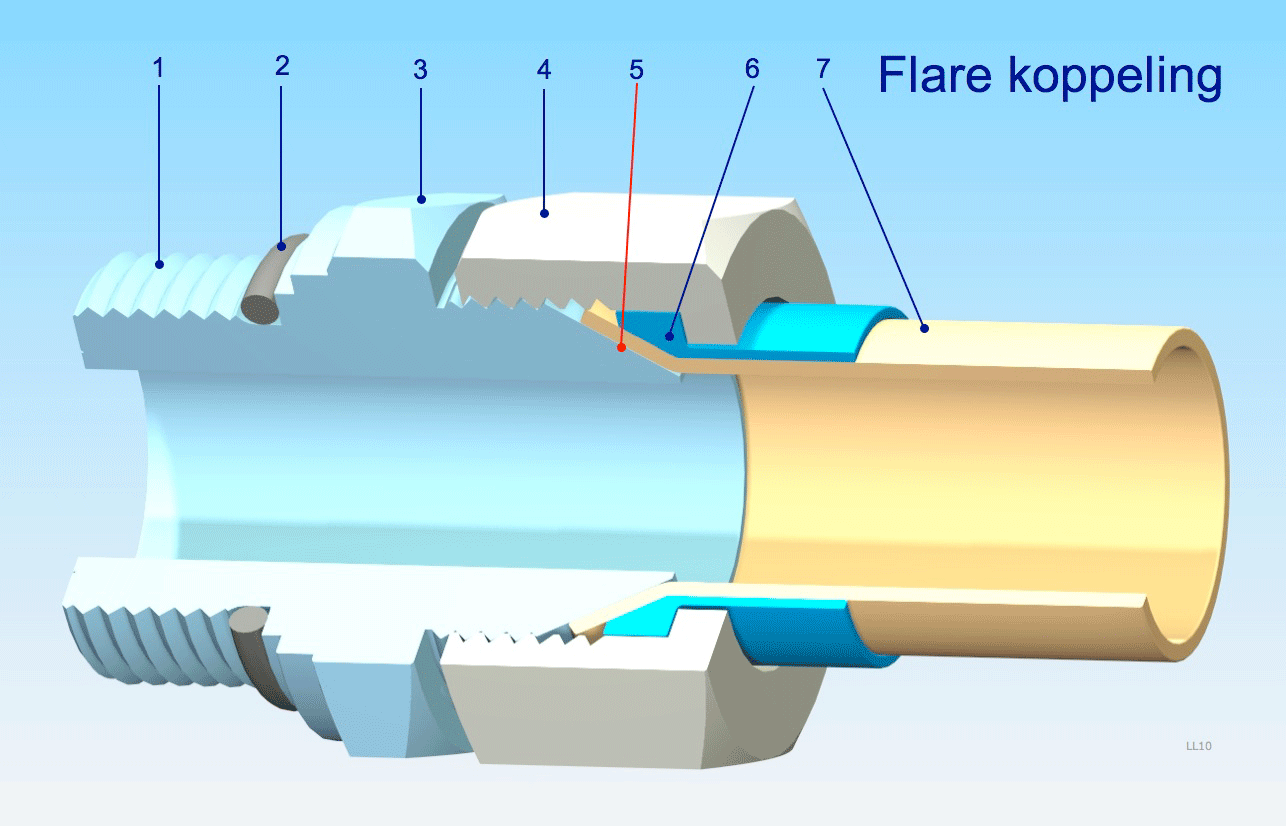
フレア接続：1）ネジ山; 2）Oリング; 3）ボディ; 4）ナット; 5）シールインターフェース; 6）サポートリング（スリーブ）、および7）フレアチューブ

### フランジ継手

ガスケットによるフランジ接続

### 機械的付属品

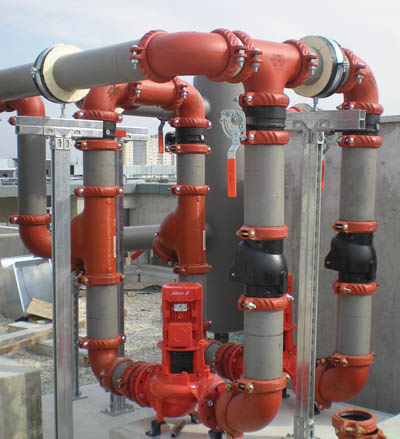
メカニカルスリーブクランプ

### 圧着またはプレスされた継手

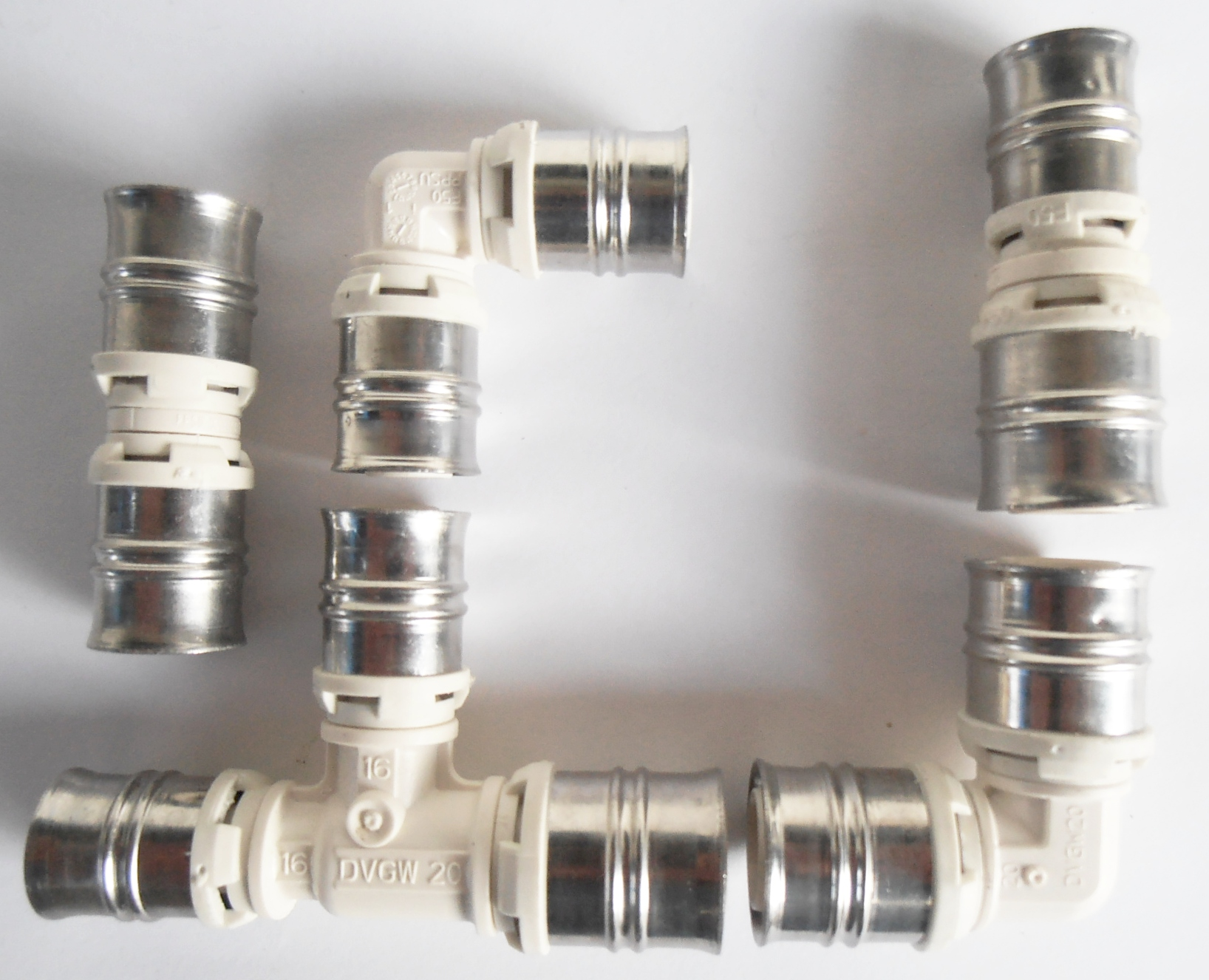
圧着用継手

## 接続方法

### ゴムスリーブ継手
- Drain (plumbing)
- Flange
- Gladhand connector
- Pipe
- Pipefitter
- Pipe support
- Plumber

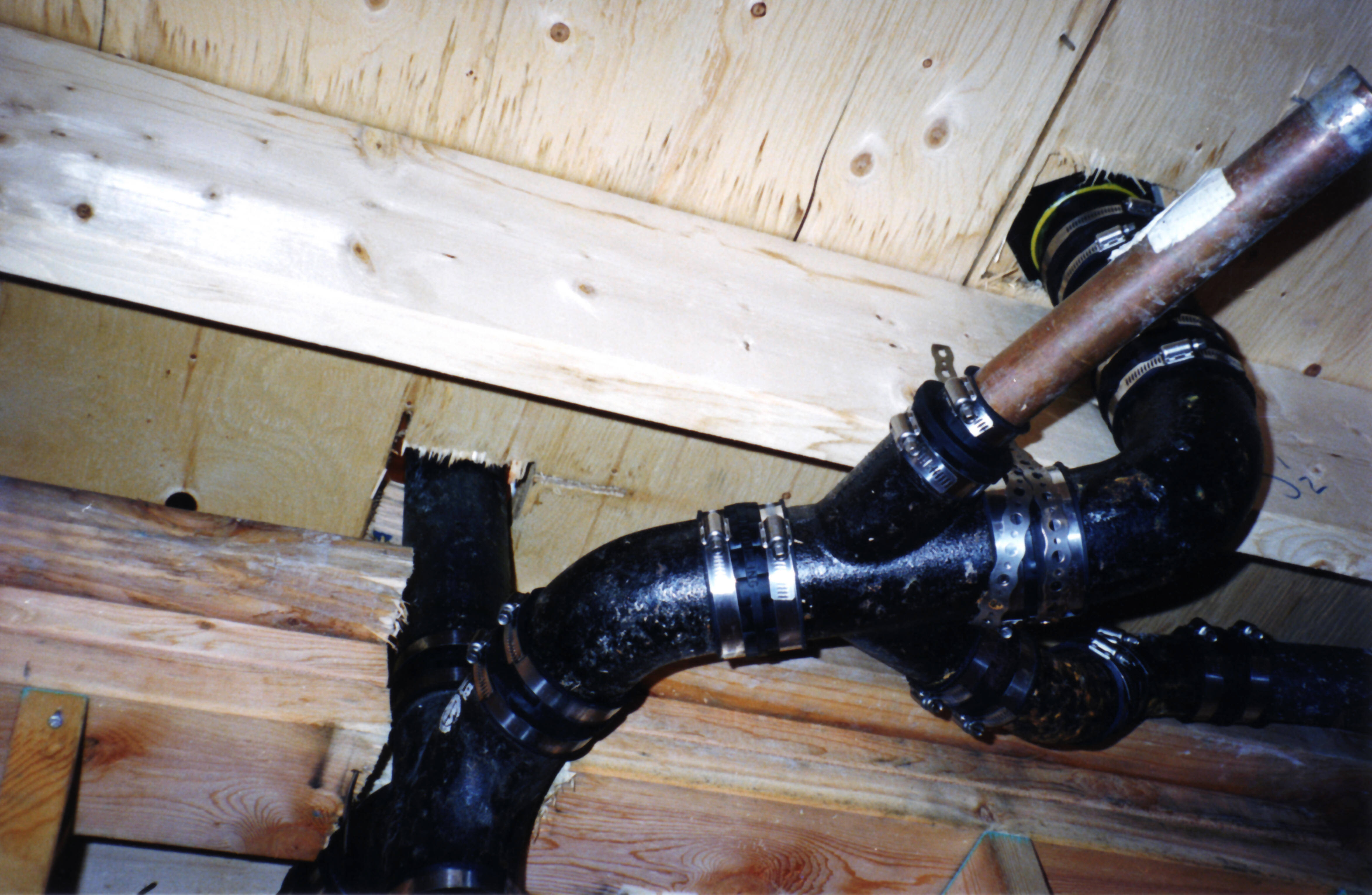
この鋳鉄と銅のDWV取り付けを接続するために、柔軟なゴムスリーブが使用されています

- Rainwater, surface, and subsurface water drainage
- Septic systems
- Traps, Drains, and Vents
- Victaulic
- Water cooling
- Water supply systems

## 脚註
1. ↑  “Plumbing Glossary”. PlumbingMart. 2019年7月2日閲覧。
2. ↑  “Use Proper Plumbing Tools To Avoid Flushing Money Down The Drain”. Bangor Daily News. (1996年10月25日) 2013年12月26日閲覧。
3. ↑  一般社団法人全国管工機材商業連合会ホームページ